# Route nationale 545
Pour les articles homonymes, voir Route 545.
La route nationale 545 était une route nationale française reliant La Fare-en-Champsaur (Les Baraques) à Chabottes (La Haute Plaine) par la rive droite du Drac, dans les Hautes-Alpes. La RN 545 a été créée le 1er janvier 1931 par transformation du GC 15 des Hautes-Alpes. Elle a été déclassée le 1er avril 1973 en RD 945.
Ultérieurement, un court tronçon desservant la zone industrielle de Fos-sur-Mer, reliant le centre-ville de Fos à la nouvelle RN 544 a été classé route nationale 545. Le décret du 5 décembre 2005 a entraîné son transfert au Port Autonome de Marseille sous le nom P 545.

## Tracé originel
La RN 545 se séparait de la route nationale 85 (Route Napoléon) au rond-point des Baraques, sur la commune de La Fare-en-Champsaur. Elle franchissait le Drac puis contournait par le nord le vieux village de Saint-Bonnet-en-Champsaur. De Saint-Bonnet, elle partait en direction du sud-est, passait un peu en dessous du village de Saint-Julien-en-Champsaur. À la hauteur du pont de Saint-Julien, elle s'orientait à l'est, passait en dessous de Buissard, puis, au pied de Chabottes, prenait à angle droit vers le sud et franchissait le Drac pour rejoindre la RN 544 sur la rive gauche à La Haute Plaine. 

### De La Fare à La Plaine de Chabottes (D 945)
| Localité ou lieu-dit                          | PK      | Nom actuel |
| Les Baraques, commune de La Fare-en-Champsaur | (km 0)  | D 945      |
| Saint-Bonnet-en-Champsaur                     | (km 2)  |            |
| Pont de Chabottes                             | (km 10) |            |
| La Haute Plaine, commune de Chabottes         | (km 11) | D 945      |

## Place dans le réseau
La RN 545 avait une place marginale dans le réseau des |routes nationales d'avant les années 1970. Du fait de son parcours très court, elle ne croisait d'autres routes nationales qu'à ses deux extrémités :
- la RN 85 aux Barraques ;
- la RN 544 à la Haute Plaine.

## Tourisme
Sur la route ou à très courte distance on peut voir ou visiter :
- le vieux village de Saint-Bonnet-en-Champsaur, patrie du Duc de Lesdiguières,
- le lac de l'Aulagnier,
- le Plan d'eau du Champsaur, lieu d'activités aquatiques en été,
- l'église de Saint-Julien-en-Champsaur,
- la chapelle des Rissents, la chapelle des Michauds (ruine) (commune de Buissard),
- les deux « ponts blancs » de Saint-Julien et de Chabottes,
- le Calvaire de Chabottes.

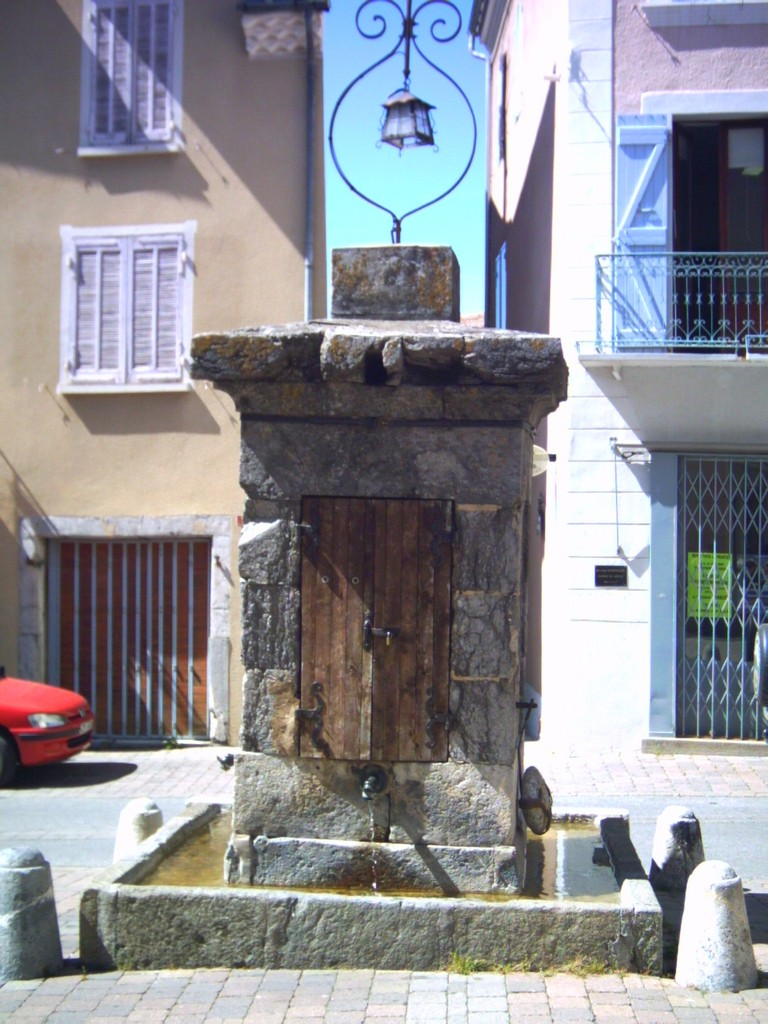
Vieille fontaine à Saint-Bonnet
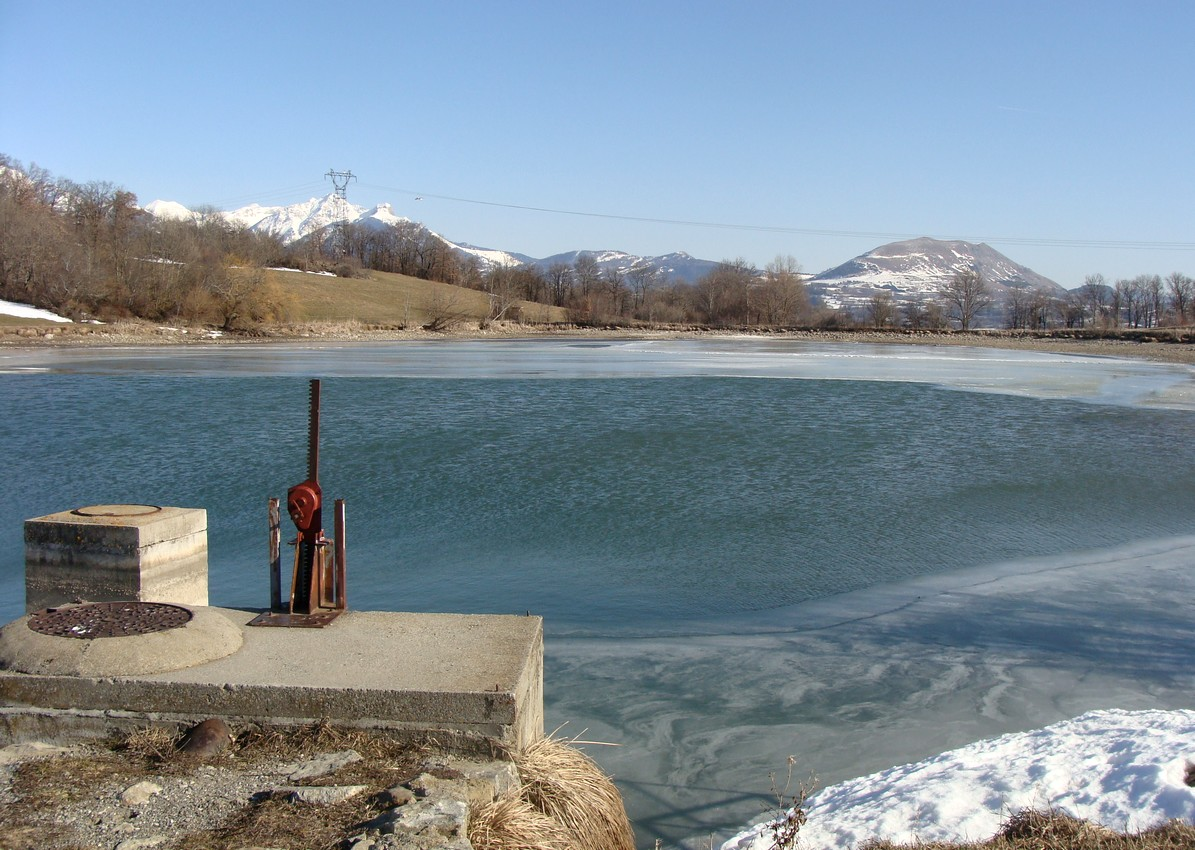
le lac de l'Aulagnier au printemps
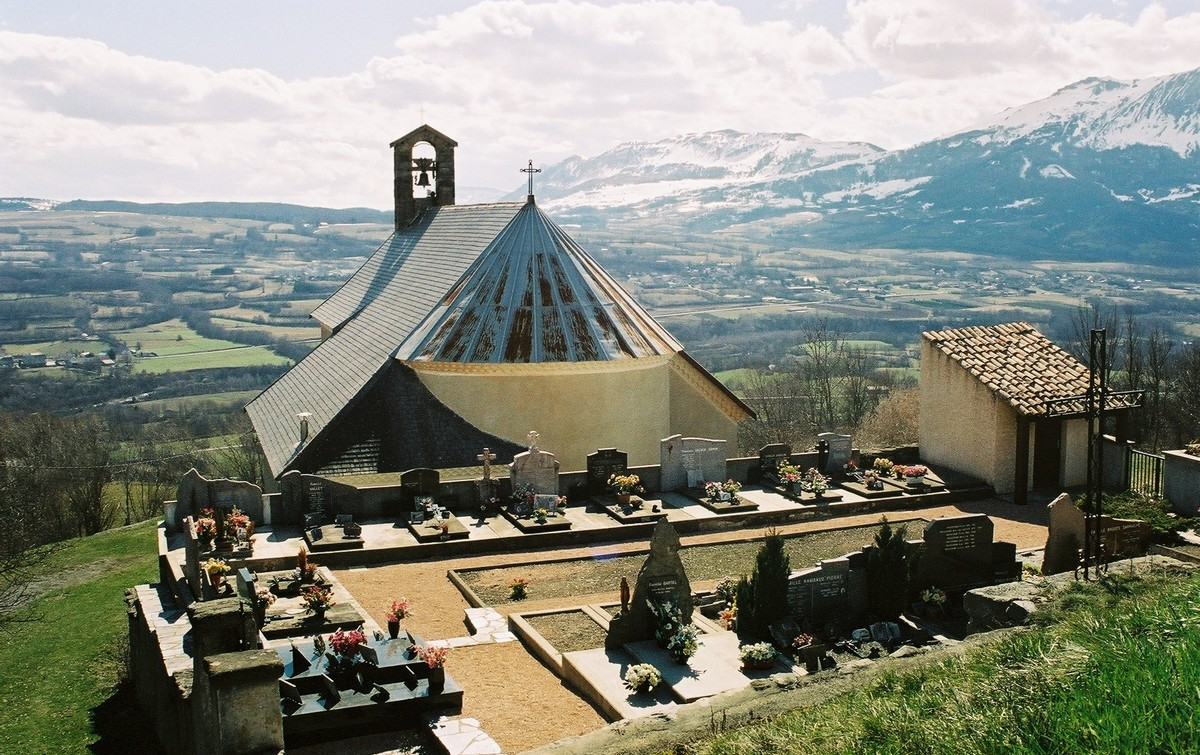
La chapelle des Rissents et son panorama
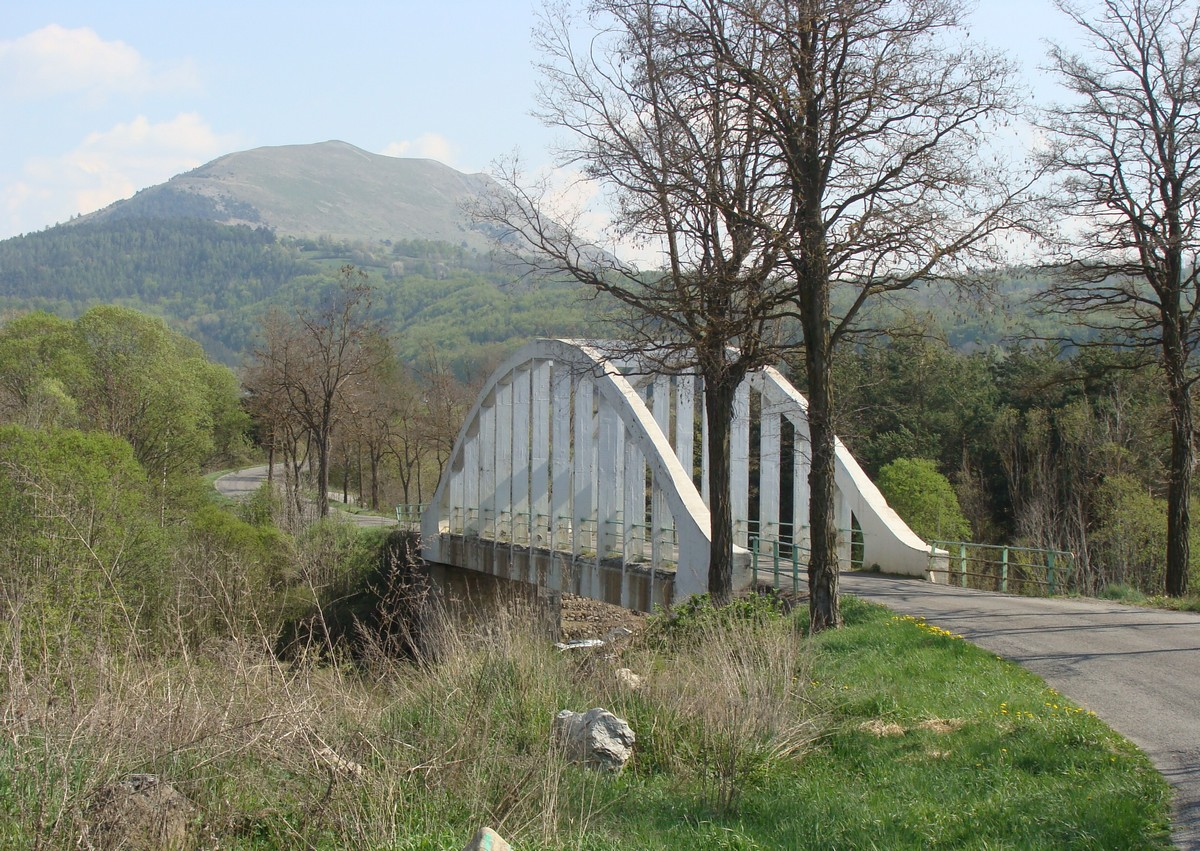
le Pont blanc de Saint-Julien
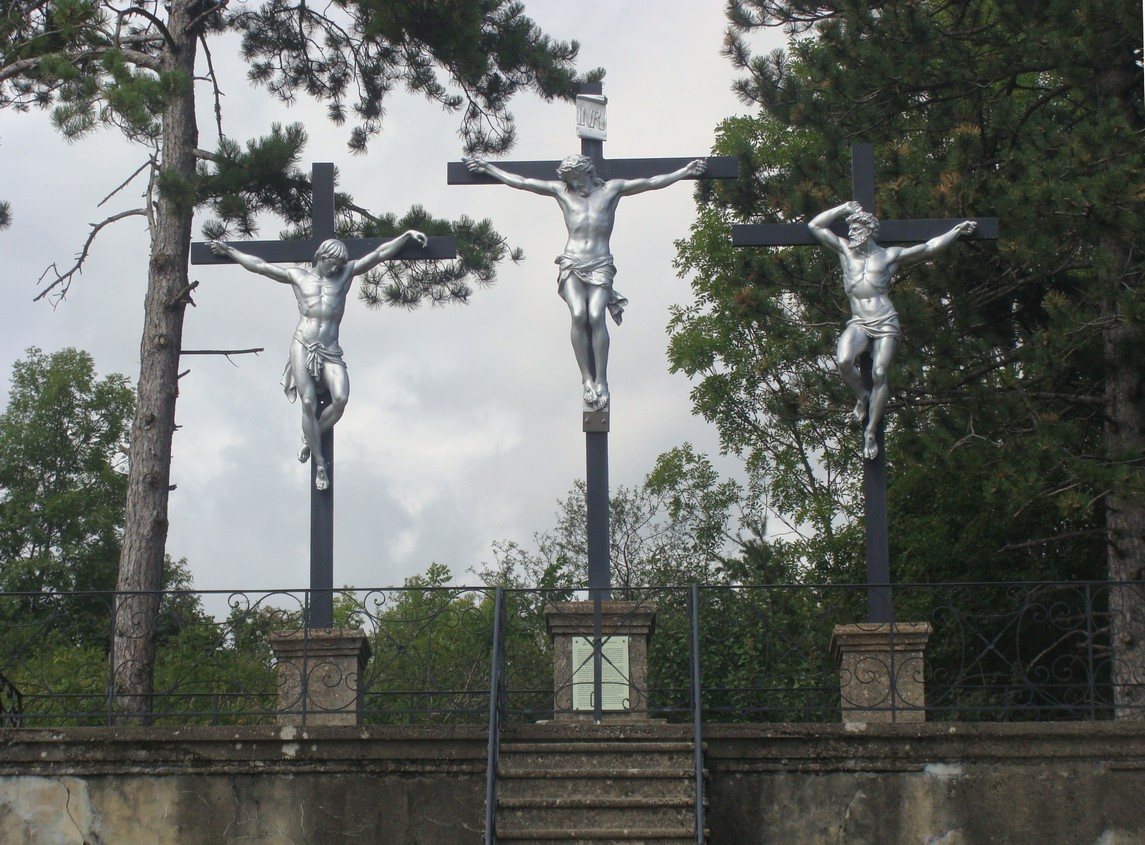
le Calvaire de Chabottes